# Berkheya carduoides
Berkheya carduoides là một loài thực vật có hoa trong họ Cúc. Loài này được (Less.) Hutch. mô tả khoa học đầu tiên năm 1932.